# Monti Allegheny (Antartide)
I monti Allegheny sono una catena montuosa situata nella parte nord-occidentale della Terra di Marie Byrd, in Antartide. Sita in particolare sulla costa di Ruppert, la catena, che fa parte del più vasto gruppo delle catene Ford, si estende per circa 25 km in direzione est-ovest a sud dei nunatak Mathis, una ventina di chilometri a ovest dei monti Clark e a est dei monti Sarnoff, e la sua vetta più alta è quella del monte Swartley, che arriva a 1120 m s.l.m..

## Storia
Scoperte nel 1934 durante ricognizioni aeree effettuate nel corso della spedizione antartica comandata da Richard Evelyn Byrd e successivamente cartografate grazie a ricognizioni aeree e terrestri condotte dal Programma Antartico degli Stati Uniti d'America tra il 1939 e il 1941, le montagne Allegheny sono state così battezzate dal Comitato consultivo dei nomi antartici in omaggio al College Allegheny, di Meadville, in Pennsylvania, che fu l'alma mater di Paul Siple, comandante della base occidentale del sopraccitato programma statunitense.